# Phil Jagielka
Philip Nikodem Jagielka, né le 17 août 1982 à Sale, est un footballeur international anglais qui évolue au poste de défenseur.

## Carrière

### En club
Phil Jagielka est formé à Sheffield United et fait ses débuts professionnels en D2 anglaise lors de la dernière journée de la saison 1999-2000 comme milieu de terrain. Il gagne une place de titulaire durant la saison 2002-2003. Malgré l'intérêt d'autres clubs, Jagielka reste fidèle aux Blades, qui accèdent en 1re division à l'issue de la saison 2005-2006. À titre personnel, Jagielka est nommé dans l'équipe type du championnat de D2 anglaise et est élu « meilleur joueur de 2e division de l'année » (« Championship Player of the Year ») devant Steve Sidwell. Au cours de la saison suivante, Sheffield United ne peut éviter la relégation ; Jagielka dispute néanmoins tous les matches du club en championnat.
Jagielka rejoint Everton FC le 4 juillet 2007. Son nouvel entraîneur David Moyes décide de le replacer en défense centrale où il s'impose rapidement comme un titulaire indiscutable aux côtés de Joleon Lescott ou Joseph Yobo. Il dispute la Coupe UEFA et inscrit son premier but européen face aux néerlandais de l'AZ Alkmaar. Ses performances éveillent l’intérêt du sélectionneur de l'équipe d'Angleterre ainsi que de plusieurs clubs comme Arsenal, Manchester United ou encore Tottenham mais Jags restera fidèle au Toffees. Au début de la saison 2013-2014, Phil Jagielka est nommé capitaine d'Everton où il remplace Phil Neville (parti à la retraite).
Le 4 juin 2019, Everton annonce que le contrat de Jagielka, qui court jusqu'au 30 juin suivant, n'est pas prolongé. Le capitaine des Toffees quitte donc le club après avoir marqué dix-neuf buts en 385 matchs toutes compétitions confondues en l'espace de douze saisons.
Le 4 juillet 2019, Jagielka s'engage pour une saison avec Sheffield United, son club formateur. En août 2020, il signe un nouveau contrat d'un an avec les Blades. Il dispute vingt-deux matchs au cours de ces deux saisons avant de quitter le club à l'issue de son contrat en juillet 2021.
Le 17 août 2021, jour de ses trente-neuf ans, Jagielka signe à Derby County sur la base d'un contrat courant jusqu'en janvier 2022.

### En équipe nationale
Phil Jagielka intègre l'équipe d'Angleterre dans la catégorie des moins de 17 ans, puis des moins de 18 ans. Il est sélectionné dans l'équipe espoirs en 2003 et inscrit un but face à la Slovaquie lors d'une rencontre qualificative pour l'Euro 2004 espoirs. En 2007, il est appelé en équipe B et dispute une rencontre face à l'Albanie. L'année suivante, il est retenu par le sélectionneur de l'équipe d'Angleterre, Fabio Capello, à l'occasion d'une série de deux matchs amicaux face aux États-Unis et Trinité-et-Tobago. Jagielka entre en 2e mi-temps face aux trinidadiens. Le 1er juin 2008, Phil Jagielka honore sa première sélection avec l'Angleterre lors d'un match amical face à Trinité-et-Tobago. Jags participe à l'Euro 2012 où il remplace Gareth Barry, mais il ne joue aucun match. La saison suivante, il devient titulaire en équipe nationale à la suite du retrait de John Terry. Il est ensuite sélectionné par Roy Hodgson pour disputer la Coupe du monde 2014 au Brésil mais l'Angleterre est éliminée dès le premier tour.
Le 12 octobre 2015, Jagielka porte pour la première fois le brassard de capitaine de la sélection anglaise lors du match comptant pour les éliminatoires de l'Euro 2016 en Lituanie (victoire 0-3).

### Profil du joueur
Jagielka est un joueur polyvalent. Durant la saison 2006-2007, il occupe le poste de milieu de terrain, de défenseur central, ou encore d'arrière latéral. Il est également capable de jouer au poste de gardien de but. En décembre 2006, lors d'un match de Premier League opposant Sheffield United à Arsenal FC, il remplace le portier de son équipe, sorti à la 61e minute sur blessure. Les Blades parviennent néanmoins à conserver leur but d'avance. Neil Warnock, alors entraîneur de Sheffield, s'interroge sur le rôle qui convient le mieux à Jagielka : « Le problème est qu'il s'agit d'un joueur auquel on souhaiterait confier trois postes à la fois sur le terrain. » (« The trouble is he's the sort of player you want to have in three positions at once. »).
Jagielka est également un joueur très rapide. En octobre 2014, il est désigné comme étant le joueur le plus rapide de la saison en cours, avec un pic à 35,99 km/h.

## Famille et vie personnelle
La famille de Philip Jagielka est d'origine polonaise, ses grands-parents ont fui leur pays durant la Seconde Guerre mondiale afin de se réfugier au Royaume-Uni.
Son frère Steve (1978-2021) a pratiqué le football au niveau amateur, notamment pour Shrewsbury Town et Accrington Stanley. En 2003, il rejoint Philip à Sheffield United et signe un contrat d'un an après avoir effectué un test pour le club, mais ne disputera aucun match avec l'équipe première.

## Statistiques
| Saison                | Club                  | Championnat           | Championnat | Championnat | Coupe nationale | Coupe nationale | Coupe de la Ligue | Coupe de la Ligue | Compétition(s) continentale(s) | Compétition(s) continentale(s) | Compétition(s) continentale(s) | Play-offs | Play-offs | Angleterre | Angleterre | Total | Total |
| Saison                | Club                  | Division              | M.          | B.          | M.              | B.              | M.                | B.                | Comp.                          | M.                             | B.                             | M.        | B.        | M.         | B.         | M.    | B.    |
| 1999-2000             | Sheffield United      | First Division        | 1           | 0           | -               | -               | -                 | -                 | -                              | -                              | -                              | -         | -         | -          | -          | 1     | 0     |
| 2000-2001             | Sheffield United      | First Division        | 15          | 0           | -               | -               | 3                 | 0                 | -                              | -                              | -                              | -         | -         | -          | -          | 18    | 0     |
| 2001-2002             | Sheffield United      | First Division        | 23          | 3           | -               | -               | 1                 | 0                 | -                              | -                              | -                              | -         | -         | -          | -          | 24    | 3     |
| 2002-2003             | Sheffield United      | First Division        | 42          | 0           | 5               | 1               | 7                 | 1                 | -                              | -                              | -                              | 3         | 0         | -          | -          | 57    | 2     |
| 2003-2004             | Sheffield United      | First Division        | 43          | 3           | 3               | 0               | 2                 | 0                 | -                              | -                              | -                              | -         | -         | -          | -          | 48    | 3     |
| 2004-2005             | Sheffield United      | Championship          | 46          | 0           | 5               | 1               | 3                 | 1                 | -                              | -                              | -                              | -         | -         | -          | -          | 54    | 2     |
| 2005-2006             | Sheffield United      | Championship          | 46          | 8           | 1               | 0               | -                 | -                 | -                              | -                              | -                              | -         | -         | -          | -          | 47    | 8     |
| 2006-2007             | Sheffield United      | Premier League        | 38          | 4           | -               | -               | -                 | -                 | -                              | -                              | -                              | -         | -         | -          | -          | 38    | 4     |
| Sous-total            | Sous-total            | Sous-total            | 254         | 18          | 14              | 2               | 16                | 2                 | -                              | -                              | -                              | 3         | 0         | -          | -          | 287   | 22    |
| 2007-2008             | Everton FC            | Premier League        | 34          | 1           | 1               | 0               | 5                 | 0                 | C3                             | 9                              | 1                              | -         | -         | 1          | 0          | 50    | 2     |
| 2008-2009             | Everton FC            | Premier League        | 34          | 0           | 6               | 0               | 1                 | 0                 | C3                             | 2                              | 1                              | -         | -         | 2          | 0          | 45    | 1     |
| 2009-2010             | Everton FC            | Premier League        | 12          | 0           | -               | -               | -                 | -                 | C3                             | 1                              | 0                              | -         | -         | -          | -          | 13    | 0     |
| 2010-2011             | Everton FC            | Premier League        | 33          | 1           | 2               | 0               | 1                 | 0                 | -                              | -                              | -                              | -         | -         | 6          | 0          | 42    | 1     |
| 2011-2012             | Everton FC            | Premier League        | 30          | 2           | 1               | 0               | 2                 | 0                 | -                              | -                              | -                              | -         | -         | 3          | 0          | 36    | 2     |
| 2012-2013             | Everton FC            | Premier League        | 36          | 2           | 4               | 1               | 1                 | 0                 | -                              | -                              | -                              | -         | -         | 6          | 1          | 47    | 4     |
| 2013-2014             | Everton FC            | Premier League        | 26          | 0           | 2               | 0               | 2                 | 0                 | -                              | -                              | -                              | -         | -         | 10         | 1          | 40    | 1     |
| 2014-2015             | Everton FC            | Premier League        | 37          | 4           | 2               | 0               | -                 | -                 | C3                             | 9                              | 2                              | -         | -         | 8          | 1          | 56    | 7     |
| 2015-2016             | Everton FC            | Premier League        | 21          | 0           | 5               | 0               | 3                 | 0                 | -                              | -                              | -                              | -         | -         | 3          | 0          | 32    | 0     |
| 2016-2017             | Everton FC            | Premier League        | 27          | 3           | -               | -               | -                 | -                 | -                              | -                              | -                              | -         | -         | 1          | 0          | 28    | 3     |
| 2017-2018             | Everton FC            | Premier League        | 25          | 0           | 1               | 0               | 1                 | 0                 | C3                             | 2                              | 0                              | -         | -         | -          | -          | 29    | 0     |
| 2018-2019             | Everton FC            | Premier League        | 7           | 1           | -               | -               | -                 | -                 | -                              | -                              | -                              | -         | -         | -          | -          | 7     | 1     |
| Sous-total            | Sous-total            | Sous-total            | 322         | 14          | 24              | 1               | 16                | 0                 | -                              | 23                             | 4                              | -         | -         | 40         | 3          | 425   | 22    |
| 2019-2020             | Sheffield United      | Premier League        | 6           | 0           | 2               | 0               | 2                 | 0                 | -                              | -                              | -                              | -         | -         | -          | -          | 10    | 0     |
| 2020-2021             | Sheffield United      | Premier League        | 10          | 0           | 1               | 0               | 1                 | 0                 | -                              | -                              | -                              | -         | -         | -          | -          | 12    | 0     |
| Sous-total            | Sous-total            | Sous-total            | 16          | 0           | 3               | 0               | 3                 | 0                 | -                              | -                              | -                              | -         | -         | -          | -          | 22    | 0     |
| 2021-2022             | Derby County          | Championship          | 20          | 0           | 1               | 0               | -                 | -                 | -                              | -                              | -                              | -         | -         | -          | -          | 21    | 0     |
| Sous-total            | Sous-total            | Sous-total            | 20          | 0           | 1               | 0               | -                 | -                 | -                              | -                              | -                              | -         | -         | -          | -          | 21    | 0     |
| 2021-2022             | Stoke City            | Championship          | 20          | 0           | -               | -               | -                 | -                 | -                              | -                              | -                              | -         | -         | -          | -          | 20    | 0     |
| 2022-2023             | Stoke City            | Championship          | 21          | 2           | 2               | 0               | 1                 | 0                 | -                              | -                              | -                              | -         | -         | -          | -          | 24    | 2     |
| Sous-total            | Sous-total            | Sous-total            | 41          | 2           | 2               | 0               | 1                 | 0                 | -                              | 0                              | 0                              | 0         | 0         | 0          | 0          | 44    | 2     |
| Total sur la carrière | Total sur la carrière | Total sur la carrière | 653         | 34          | 44              | 3               | 36                | 2                 | -                              | 23                             | 4                              | 3         | 0         | 40         | 3          | 799   | 46    |

## Palmarès

### En club
- Sheffield United
  - Vice-champion d'Angleterre de D2 en 2006.

## Distinctions personnelles
- Nommé dans l'équipe-type du championnat d'Angleterre de D2 en 2006
- Élu « meilleur joueur de la saison de D2 anglaise » (« Championship Player of the Year ») en 2006
- Joueur du mois de Premier League en février 2009.